# Джозеф Кройголл

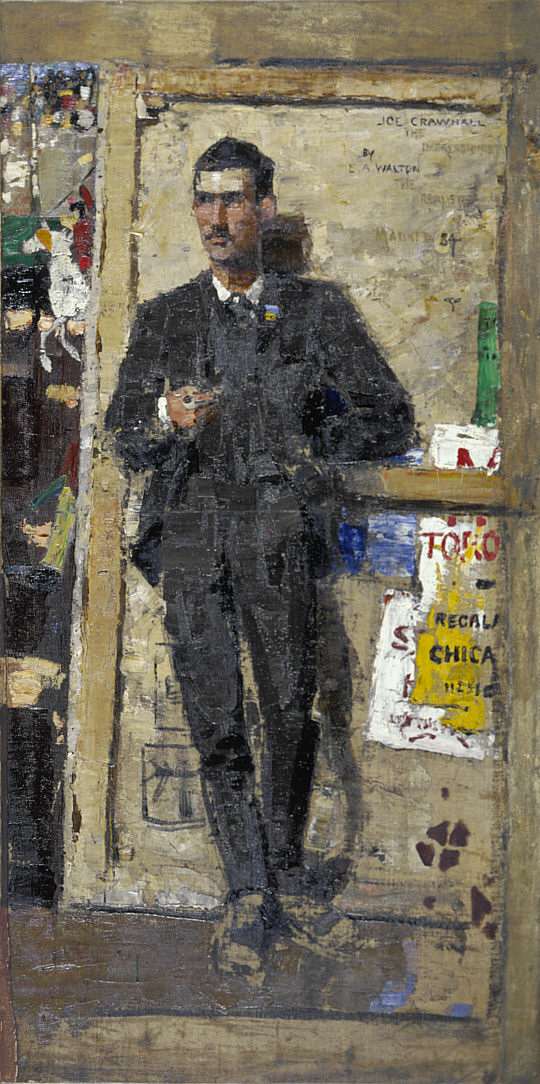
Едвард А. Волтон Портрет Дж. Кройголла

Джозеф Кройголл (англ. Joseph Crawhall III; 20 серпня 1861, Морпет — 24 травня 1913, Лондон) — англійський і шотландський художник-анімаліст і постімпресіоніст.

## Життя і творчість
Джозеф Кройголл народився в Морпеті у 1861 році. Був четвертою дитиною і другим сином художника Джозефа Кройголла II і Маргарет Бойд. З 1877 по 1879 рік навчався в лондонському Королевському Коледжі. У 1882 він, разом з шотландськими художниками Джеймсом Гатрі й Едвардом Волтоном, приїжджає в Париж, де знайомиться з живописом французьких художників-реалістів, зокрема, з творами, створеними Жюлем Бастьєн-Лепажем. Також в Парижі працював з художником Еме Моро. Перебував під впливом модного тоді в Європі японського мистецтва.
Після повернення на батьківщину Кройголл живе в Глазго і вступає там у тісний творчий зв'язок з художниками групи Глазго Бойс. В цей період він пише в основному шотландські сільські пейзажі. У 1883 році Кройголл виставляє свої полотна, написані олійними фарбами, в Королівській Академії мистецтв, проте до цього часу художник вже спеціалізується на пастельному живописі та акварелі, зображуючи переважно птахів і тварин.
У 1884—1893 роках Кройголл здійснює подорожі Іспанією і Марокко, тривалий час живе в Танжері; за час цих поїздок художник створив багато нових картин. В цей час він відмовився від олійного живопису і став працювати з аквареллю з більш легкою палітрою. У 1887—1893 роках він член Королівського товариства акварелістів. У 1894 відбулася перша персональна виставка Дж. Кройголла — в галереї Алекс Рейд, в Глазго. З 1898 року художник живе в сільській місцевості Йоркшира, де займається конярством. У 1909 він вступає в Нове англійське мистецьке товариство. Художник помер в Лондоні в 1913 році.

## Галерея

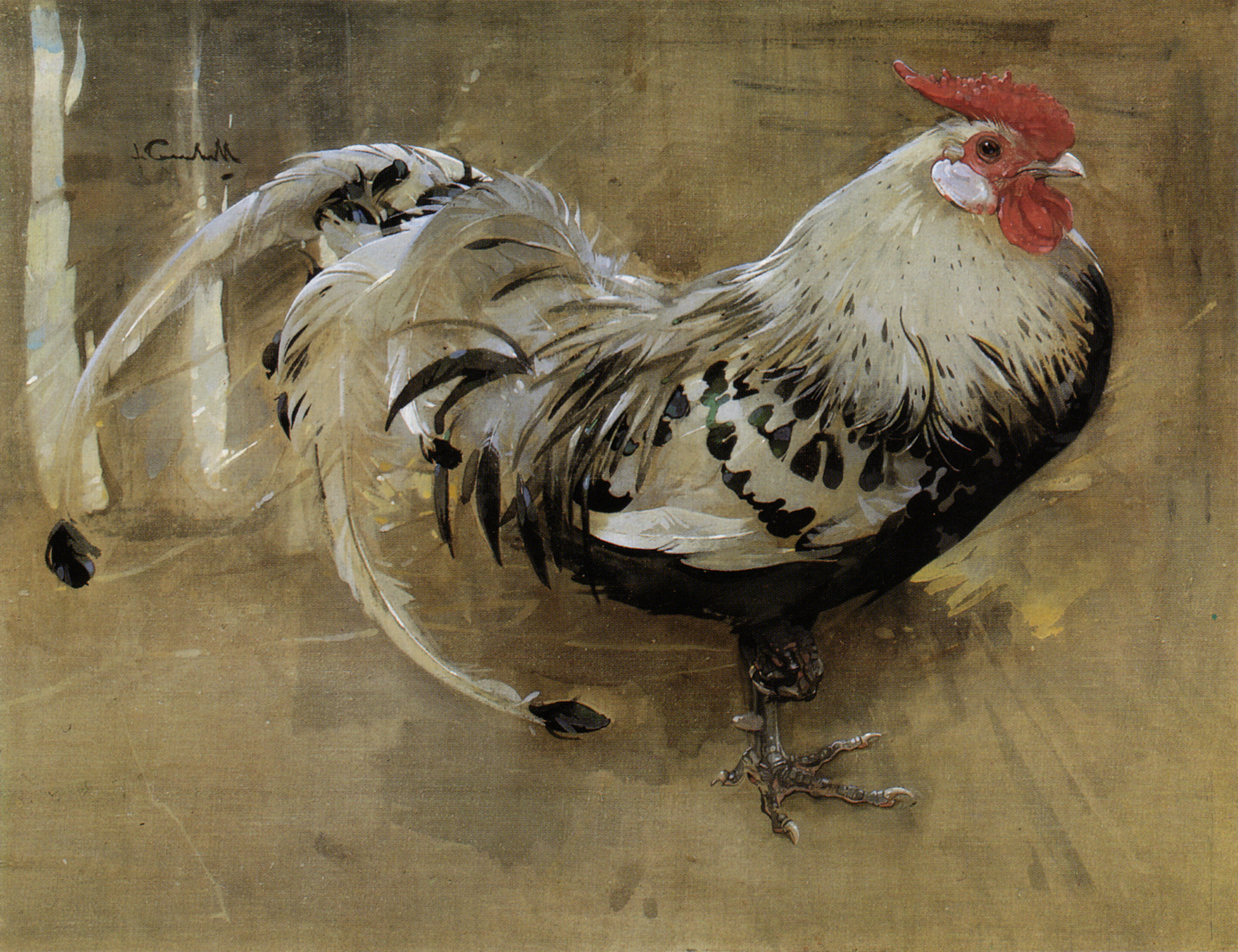
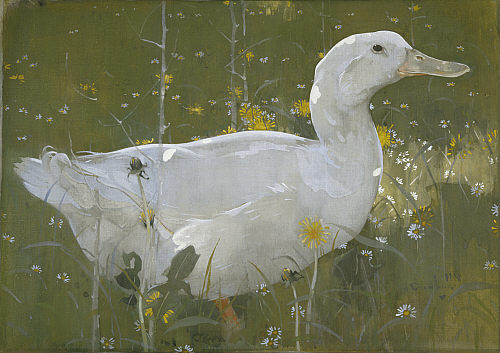
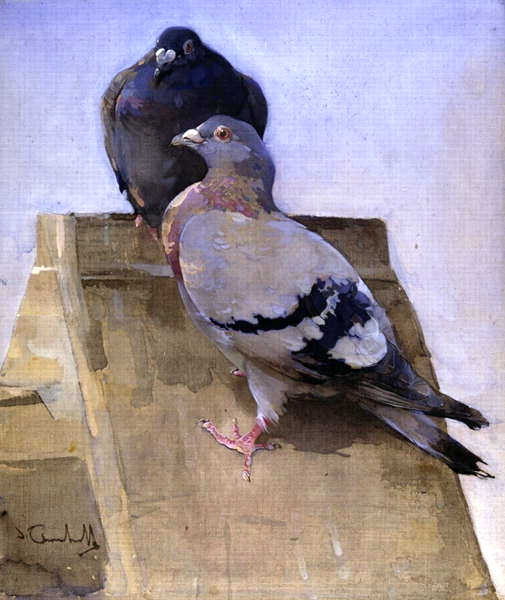
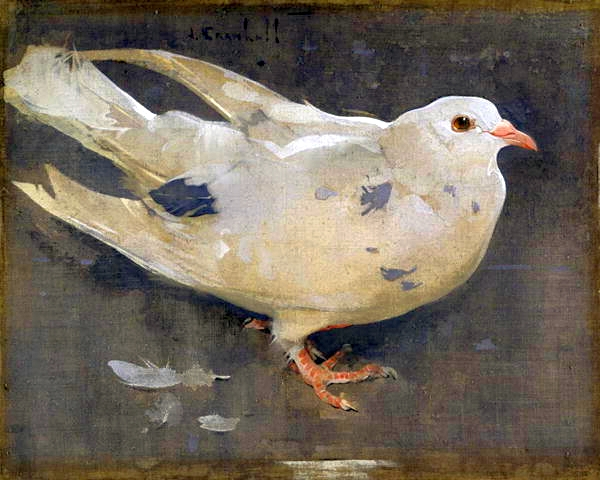
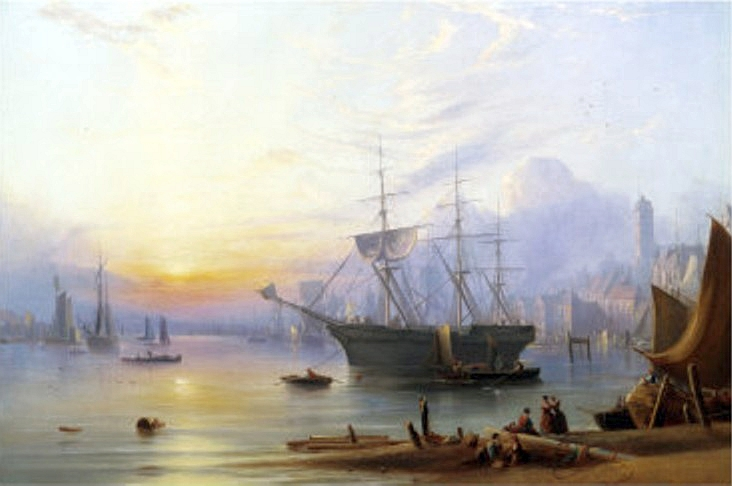
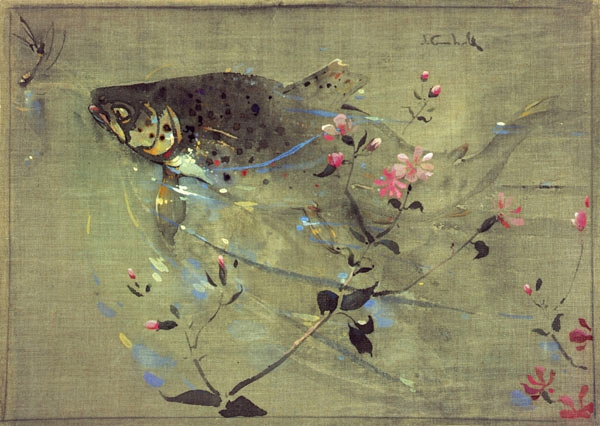
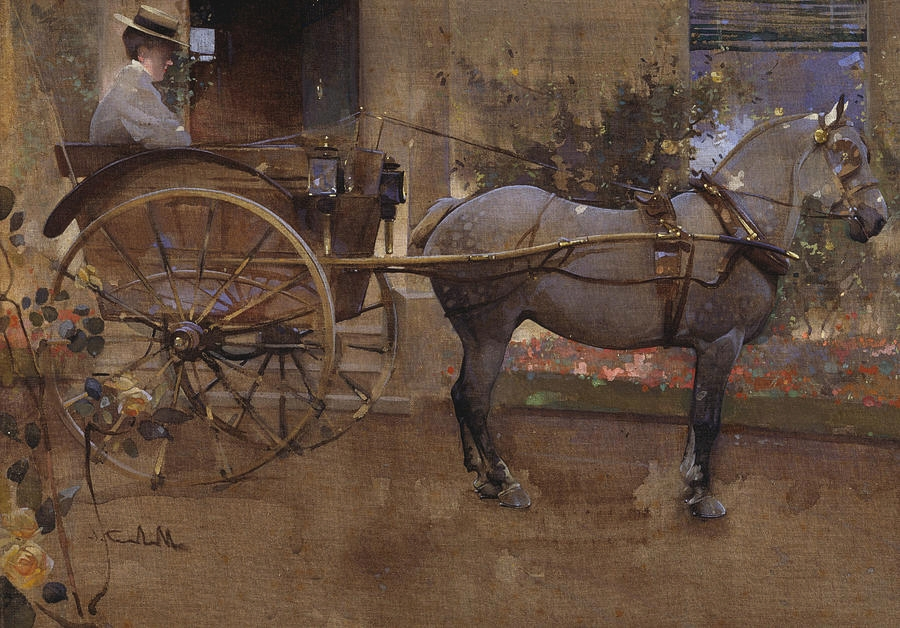
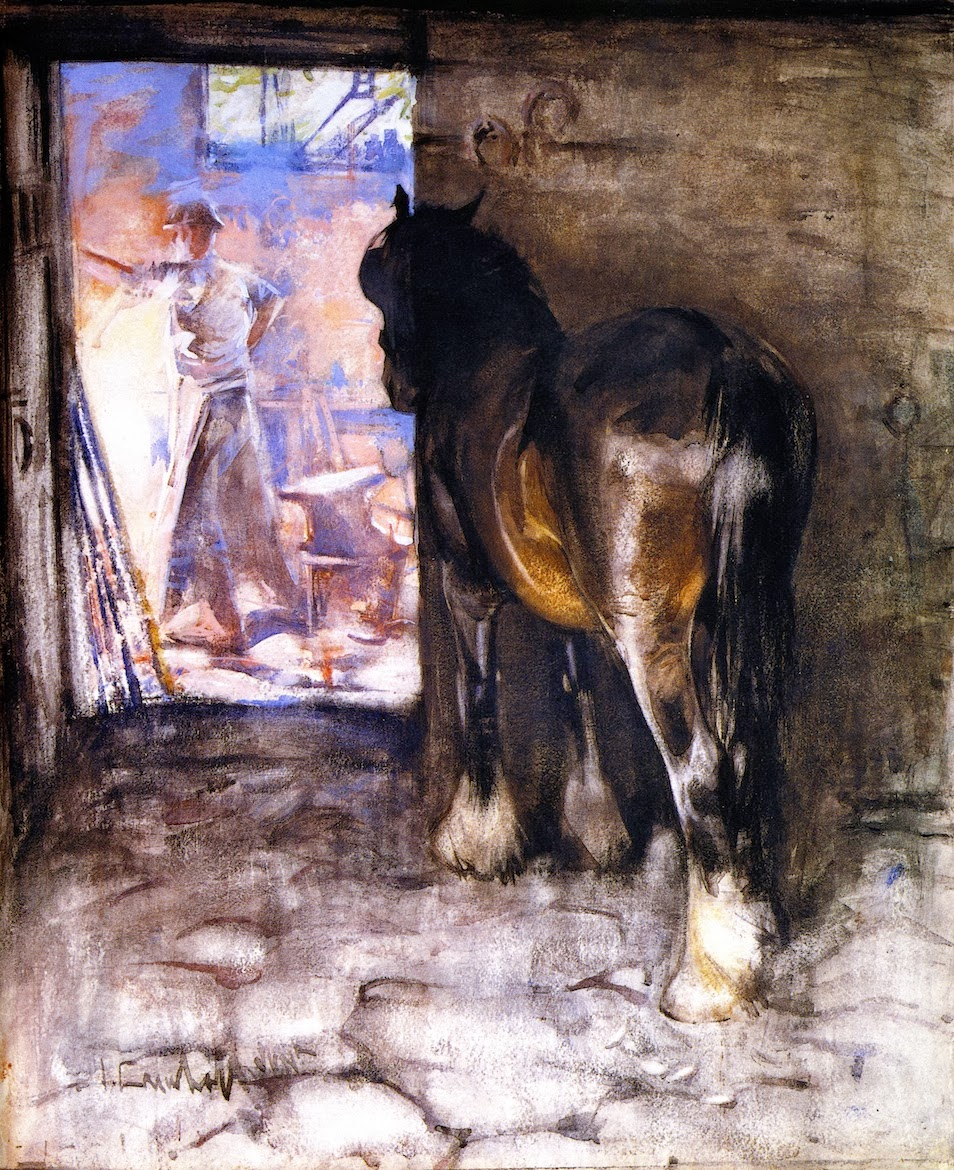
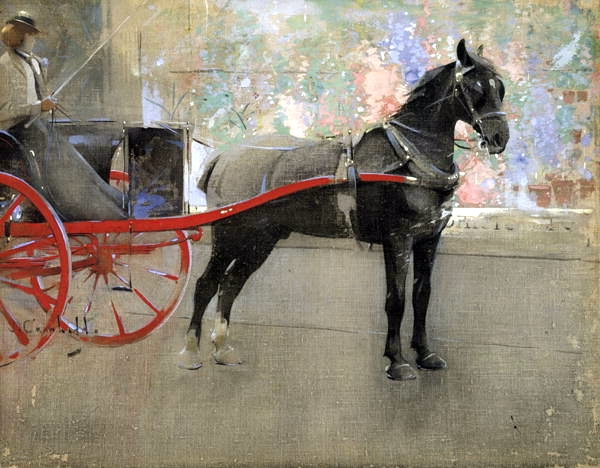
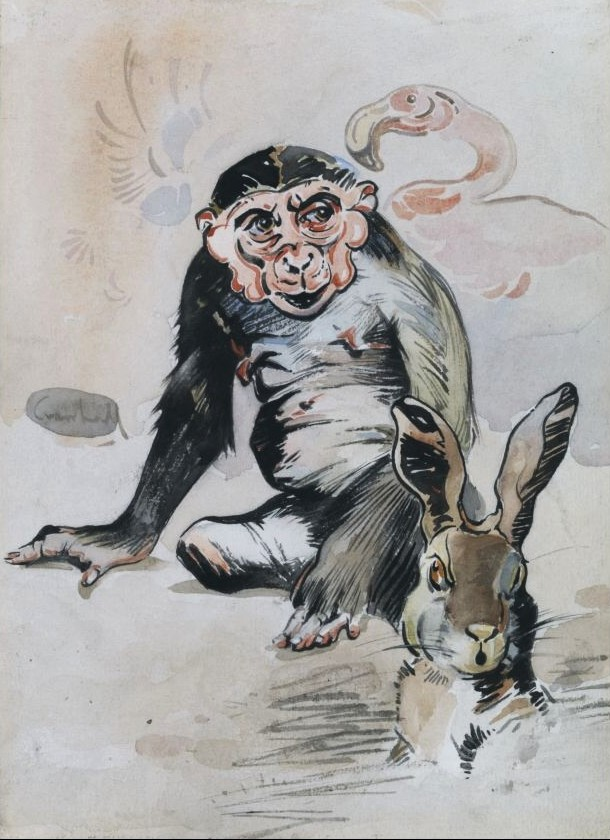
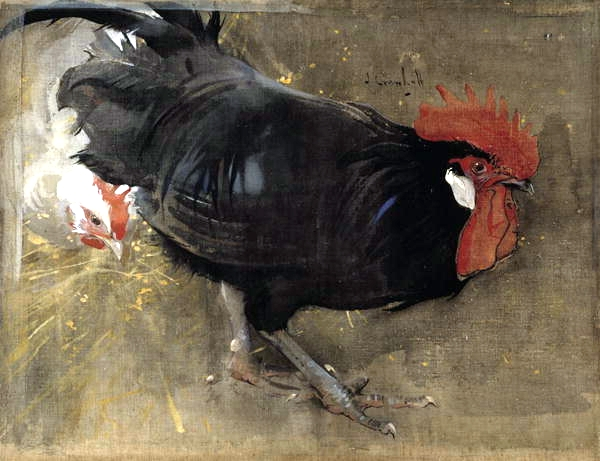
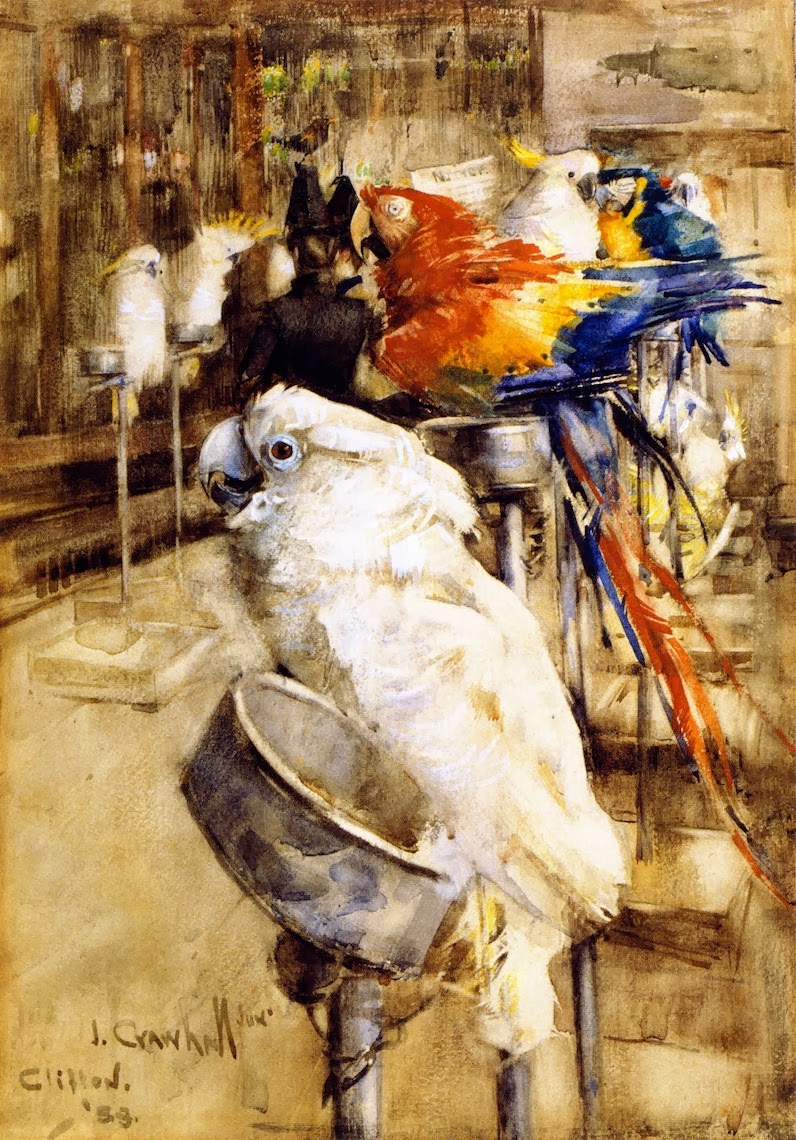